# Wastegate
En wastegate er en lille ventil som ofte findes i små turboer i turbinekammeret. Når bilen opnår høje hastigheder, er mængden af indsugningsluft stor, og for at sikre at turboen ikke bliver overbelastet, kan wastegaten lede udstødningsgassen uden om turboens turbine. Det sker ved at wastegaten konstant tjekker trykket i turbinekammeret, hvis trykket er for højt er det fordi turbinehjulet roterer for hurtigt og den åbner derfor en ventil, for at lede udstødningsgassen uden om turbinen og sænker herved turbinehjulets fart.